# گسل مشاء-فشم
گسل مشاء-فشم که با نام گسل مشاء نیز شناخته می‌شود، یک گسل فشاری است که از شرق در نزدیکی شاهرود در استان استان سمنان شروع می‌شود و در غرب به نزدیکی آبیک در استان قزوین می‌رسد. این گسل حدود ۲۰۰ تا ۴۰۰ کیلومتر طول دارد و دریاچهٔ آب شیرین تار در نزدیکی شهر دماوند نیز در راستای همین گسل تشکیل شده‌است. پهنهٔ این گسل در نزدیکی منطقهٔ مشاء به بیش از ۱۰ متر می‌رسد و به شدت بریده، خرده و پودر شده‌است. این گسل به سمت شمال تحدب دارد و شیب‌هایی در همهٔ جای آن به سمت شمال دیده می‌شود که اندازهٔ شیب بین ۳۵ تا ۷۰ درجه تغییر می‌کند. این گسل می‌تواند در برخی نقاط به صورت یک بالاروندگی و در برخی دیگر به صورت روراندگی تلقی شود.
گسل مشاء–فشم از نوع راندگی است و دست‌کم از زمان لیاس تا کنون بر حوضه رسوبی، ساختار کهن و به‌ویژه ریخت‌زمین‌ساخت امروز البرز اثر قابل توجهی داشته‌است. این گسل به نام‌های دیگری مانند راندگی اصلی جنوبی، راندگی میگون–مشاء، راندگی اصلی، گسل آبیک–فیروزکوه–شاهرود نیز نامیده شده و در حقیقت یک پهنه گسلی به پهنای حدود ده کیلومتر و طول حدود ۴۰۰ کیلومتر است. خط گسل موج‌دار است و در شمال‌غربی روند غربی شمال‌غربی–شرقی جنوب‌شرقی دارد. در بخش مرکزی به‌تدریج خمیده شده ولی در شرق، روند شرقی–غربی دارد. شیب صفحه گسل متناسب با نوع سنگ‌های مجاور، بین ۳۵ تا ۷۰ درجه به سمت شمال متغیر است. گسل شمال تهران در حوالی لواسان به گسل مشاء–فشم رسیده و به‌صورت واحد به سمت شرق ادامه می‌یابند.

## لرزه‌خیزی
گسل مشاء یک گسل فعال است و ناهنجاری‌های چشمگیری در مسیر آن مشاهده می‌شود. پیشینهٔ فعالیت‌های لرزه‌ای این گسل به قبل از دوره ژوراسیک بازمی‌گردد.
یووان اشتوکلین آخرین حرکت گسل مشاء–فشم را به سن پلیوسن–پلیستوسن می‌داند ولی برخی زمین‌شناسان مانند چالنکو این گسل را از نوع لرزه‌زا و زمین‌لرزه‌های آه‌مبارک (۱۹۳۰) و زمین‌لرزه مشاء (۱۹۵۵) را نتیجه آزادشدن انرژی در امتداد این گسل می‌دانند.

### زمین‌لرزه‌ها
برخی از بزرگترین زمین‌لرزه‌های مربوط به گسل مشاء از این قرار هستند:
- در سال ۹۵۸ م. به بزرگای لرزه‌شناسی ۷٫۷
- در سال ۱۶۶۵ م. به بزرگای لرزه‌شناسی ۶٫۵
- در سال ۱۸۳۰ م. به بزرگای لرزه‌شناسی ۷٫۱
- در سال ۱۹۳۰ م. (۱۰ مهر ۱۳۰۹ ه‍.خ) به بزرگای لرزه‌شناسی ۵٫۱
- در سال ۲۰۲۰ م. (اردیبهشت ۱۳۹۹ ه‍.خ) به بزرگای لرزه‌شناسی ۵٫۱

## یادداشت
1. ↑  upthrust
2. ↑  overthrust